# Васил Главинов
Васил Костов Главинов с псевдоним Столарот български социалист от Македония, политически деец на редица социални кръгове и на Българската комунистическа партия.

## Биография
Васил Главинов е роден през 1869 година във Велес, тогава в Османска империя. Учи при Йордан Хаджиконстантинов-Джинот, след това работи 4 години като дърводелец-столар и в 1887 година се преселва да работи в София. В София първоначално започва работа като работник в тухларната фабрика „Работник“, но по-късно отваря дърводелска работилница на улица „Сливница“. Възприема социалистическите идеи и в 1892 година е сред основателите на софийското работническо дружество „Братство“, първото работническо дружество в Княжество България. Поддържа тесни връзки с основния водач на социалистическото движение в страната Димитър Благоев и чете неговите книги. В 1893 година става член на Българската работническа социалдемократическа партия.
Главинов по указание на Димитър Благоев два пъти посещава Велес и в 1894 година основава там първото работническо просветно дружество в Македония, като разпространява социалистически книжки и издания на БРСДП. Дружеството е регистрирано пред властите като неделно училище и читалище. В него членуват Трайчо Христов, Ризо Ризов, Иван Хаджипандев, Г. Крайнинчанец, Славейко Бачев, Д. Дойчинов и Илия Голистоянов, общо около 65 души. Създадени са и канали за пренос на социалистическа литература от София, като се използва неконтролираната от властите австрийска поща. Велешката група обаче бързо се разпада, поради строгата забрана от страна на Вътрешната македоно-одринска революционна организация да се образуват на организационната територия паралелни организации, както и поради слабата работническа класа в града. Във Велес Главинов участва в изграждането на градския и на околийския комитет на ВМОРО.
Завръща се в Свободна България в 1895 година. През втората половина на 1896 година създава в София Македоно-одринска социалдемократическа група, в която членуват още Велко Марков, Никола Русински, Никола Карев, Димитър Мирасчиев, Андон Шулев, Атанас Раздолов, Стойно Стойнов, Гиго Драндаров, Лазар Главинов (брат на Васил Главинов), Димо Хаджидимов и други. От 1895 година издават своя пръв вестник „Революция“. Дърводелската работилница на Главинов на улица „Мария Луиза“ с превръща в клуб на групата. В 1898 година групата издава по-добре оформения идейно „Политическа свобода“ (1898 – 1899). Васил Главинов смята, че не е възможна социална свобода без да има национална. Затова създава контакти с ВМОРО и участва на първата социалистическа конференция от 3 юли 1900 година в Крушево, където една част от социалистите се включват в националното движение. Самият Главинов пише:
| „ | В самата Македония възникналите под влиянието на Българската социалдемократическа партия македонски социалистически групи, макар да стояха на класова почва и организационно да бяха обособени, вървяха съвместно с вътрешните революционни организации и македонските социалисти дадоха скъпи жертви в Илинденското въстание, в което участваха най-активно. | “ |

Македоно-одринската социалдемократическа група организационно е част от БРСДП и Главинов участва активно в дейността на партията. Като един от главните организатори на първомайските манифестации в София е арестуван през 1897 и 1902 година. Същевременно през 1904 – 1905 година по-активно се занимава с македоно-одринската социалистическа група.
След Младотурската революция от юли 1908 година при създадените условия за легално действие, Васил Главинов създава Интернационална социалистическа книжарница в Солун. Развива дейност заедно с Григор Василев, Димо Хаджидимов, Павел Делирадев, Димитър Мирасчиев, Ангел Томов. Създават солунската Македоно-одринска социалдемократическа група, която става неразделна част от БРСДП (т.с.). Тогава става близък на Народната федеративна партия (българска секция) и изпълнява различни задачи, като обикаля Одрин, Дедеагач, Гюмюрджина, Ксанти, Сяр и други селища в Македония и Одринска Тракия, където създава социалдемократически групи и работнически синдикати. От Сяр е изгонен със свой съидейник, затова че били „български шпиони“. Във Велес и Битоля Главинов създава клонове на дружество „Класово единство“ с близо 100 души членска маса, начело на първото стоят Александър Мартулков, Иван Нойков, Тодор Игнов и Тодор Янчев, а на второто Никола Русински. В Солун и Битоля от 1909 година издава вестник „Работническа искра“. В уводната статия „Партиите и работниците“ от бр.4 (Битоля, 5.11.1909), дава своя характеристика на НФП (българска секция) и Съюза на българските конституционни клубове. И двете български партии според вестника, първата, като представителка на дребната буржуазия, а втората – на едрата, са националистически партии и желаят да се обединят със свободните си братя от България.
През 1910 година Главинов участва на Първата балканска социалдемократическа конференция, проведена в Белград като делегат на Солунската и на Битолската социалдемократическа организация. В края на същата година се състои конференция с цел основаване на Османска социалистическа партия, но опитите завършват с неуспех. Спира издаването на вестника през 1911 година, а след започването на Балканската война се установява в София.
В 1914 година е кандидат на БРСДП (т. с.) на изборите за XVII обикновено народно събрание от Струмишки окръг.
В София Главинов работи последователно в Софийската партийна организация като член на местния комитет и домакин на организацията, а също и тако член на ръководството на Ючбунарската партийна секция. По време на войните е член на ръководството на Софийската партийна организация и на синдикалната организация.
През 1920 година участва в образуването на Централната емигрантска комисия към ЦК на БКП, а след това и на Емигрантския комунистически съюз. Редактира органа им „Освобождение“. Подпредседател е на комисията при ЦК на БКП по събиране на помощи за гладуващите в Поволжието през 1921 - 1922 година.
Арестуван е неколкократно след Деветоюнския преврат в 1923 година и след атентата в църквата „Света Неделя“ в 1925 година, след това се оттегля от политическия живот.
Главинов умира на 24 януари 1929 година в София.